# Nematolepis squamea
Nematolepis squamea är en vinruteväxtart. Nematolepis squamea ingår i släktet Nematolepis och familjen vinruteväxter.

## Underarter
Arten delas in i följande underarter:
- N. s. coriacea
- N. s. retusa
- N. s. squamea